# Ralph Bellamy

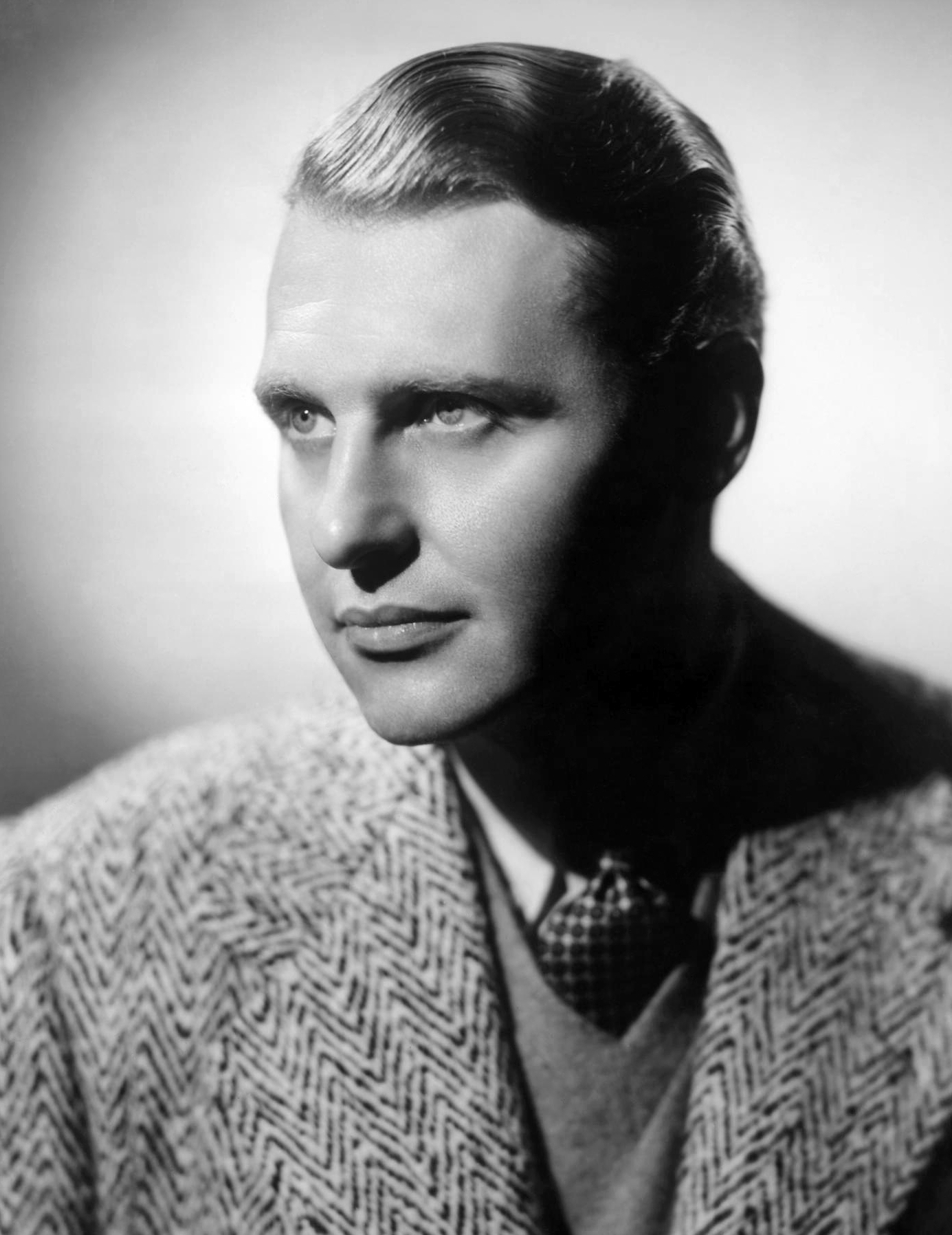
Ralph Bellamy (1939)

Ralph Rexford Bellamy (* 17. Juni 1904 in Chicago, Illinois; † 29. November 1991 in Santa Monica, Kalifornien) war ein US-amerikanischer Schauspieler. Im Laufe seiner fast 70 Jahre umfassenden Schauspielkarriere wurde er zu einem bekannten und vielbeschäftigten Darsteller im amerikanischen Film, Fernsehen und Theater. 1987 erhielt Bellamy einen Ehrenoscar für sein Lebenswerk.

## Leben und Karriere
Ralph Bellamy begann seine Schauspielkarriere im Jahr 1922, nachdem er die Highschool abgeschlossen hatte. Er zog in den folgenden Jahren mit verschiedenen Theatergruppen durch die Vereinigten Staaten und erlernte dabei sein schauspielerisches Handwerk. Mit dem Stück Town Boy gab Bellamy 1929 sein Debüt am New Yorker Broadway.

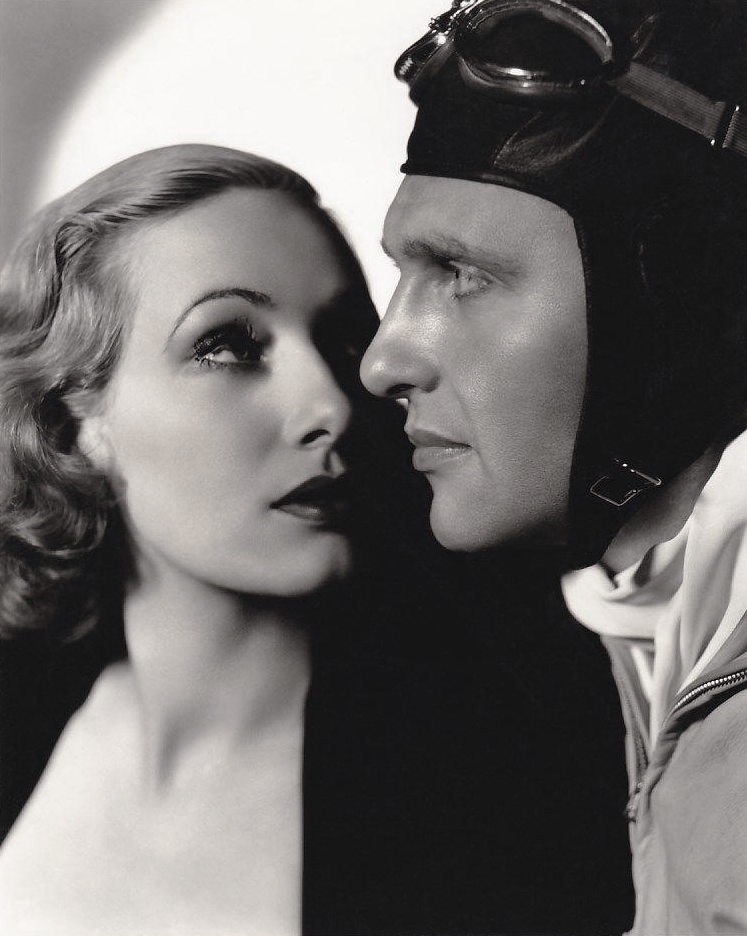
Bellamy mit Tala Birell in Air Hawks (1935)

Im Jahr 1931 machte er sein Filmdebüt an der Seite von Wallace Beery und Jean Harlow im Gangsterstreifen The Secret Six. In den darauffolgenden Jahren erhielt er zumeist Hauptrollen in kleineren Filmen, etwa in dem Fliegerfilm Air Hawks; in größeren Produktionen übernahm er hingegen hauptsächlich Nebenrollen. 1937 erhielt er eine Oscar-Nominierung für seinen Auftritt in der Screwball-Komödie Die schreckliche Wahrheit, in der er als reicher, aber von seiner Mutter dominierter Verehrer von Irene Dunne diese am Ende des Films an Cary Grant verliert. Anschließend spielte er immer wieder ähnliche Rollentypen, etwa 1940 erneut an der Seite von Grant in Sein Mädchen für besondere Fälle, wo er als liebenswürdiger, aber biederer Versicherungsangestellter mit Rosalind Russell verlobt ist. Auch in diesem Film spannte Grant Bellamy am Ende die Frau aus. Mitunter war er aber nicht nur auf die Darstellung rechtschaffener Charaktere beschränkt, so spielte er in einigen Filmen auch Schurkenrollen. Anfang der 1940er-Jahre verkörperte er die Titelfigur in einer B-Filmreihe über den Detektiv Ellery Queen.
Durch seine wiederholten Einsätze als Verehrer der Hauptdarstellerin, der am Ende gegen einen aufregenderen Mann das Nachsehen hat, stagnierte seine Karriere und er schaffte nicht den Sprung unter die Top-Stars in Hollywood. Als Bellamy zufällig auf ein Drehbuch stieß, in dem eine Figur als „charmanter, naiver Typ aus dem Südwesten, eine typische Ralph-Bellamy-Figur“ beschrieben wurde, entschied er sich, dem Typecasting in Hollywood zu entfliehen und vorrangig wieder als Bühnenschauspieler zu arbeiten. Nach 1945 trat er am Broadway in mehreren erfolgreichen Produktionen auf. Seinen ersten Fernsehauftritt hatte Ralph Bellamy Ende der 1940er-Jahre in The Philco Television Playhouse. 1949 erhielt er mit Man Against Crime seine eigene Fernsehserie, von der bis 1954 insgesamt 122 Folgen produziert wurden. In dieser Serie verkörperte er in der Rolle des Mike Barnnett einen der ersten Privatdetektive der Fernsehgeschichte. Auch nach dem Ende von Man Against Crime blieb Bellamy dem Fernsehen die folgenden Jahrzehnte verbunden, so absolvierte er Gastauftritte in diversen Serienklassikern und wirkte an vielen Fernsehfilmen mit.

Ralph Bellamy (links) mit Eleanor Roosevelt (sitzend) und Greer Garson beim Filmdreh von Sunrise at Campobello (1960)

Ende der 1950er-Jahre konnte er den vielleicht größten persönlichen Erfolg seiner Karriere verbuchen: Am Broadway verkörperte er in den Jahren 1958 und 1959 den amerikanischen Präsidenten Franklin D. Roosevelt in dem Theaterstück Sunrise at Campobello von Dore Schary. Für seine Darbietung erhielt er 1958 den Tony Award als bester Hauptdarsteller. Er spielte Roosevelt 1960 auch in der gleichnamigen Verfilmung an der Seite von Greer Garson als Eleanor Roosevelt. Die Kritiken für Bellamys Filmauftritt waren ebenfalls hervorragend.
In den 1950er-, 1960er- und 1970er-Jahren wirkte Bellamy an nur wenigen weiteren Kinofilmen mit. Darunter waren der Western Die gefürchteten Vier (1966), in dem er einen Öltycoon darstellte, und Roman Polańskis Horrorfilmklassiker Rosemaries Baby (1968), in dem er in die Rolle des satanistischen Frauenarztes Dr. Sapirstein schlüpfte. 1983 spielte er in der Miniserie Der Feuersturm nochmals Franklin D. Roosevelt. Für diesen Auftritt erhielt er eine Emmy-Nominierung. In der Fortsetzung Feuersturm und Asche trat er 1988 ein letztes Mal als Roosevelt auf.
Eine seiner späten Kinorollen übernahm Bellamy 1983 in Die Glücksritter. In der Komödie von John Landis spielten er und Don Ameche die hinterhältigen Duke-Brüder, die mit den von Eddie Murphy und Dan Aykroyd verkörperten Hauptfiguren ein fieses Experiment durchführen, durch deren Rache sie aber am Ende des Films ihr gesamtes Vermögen verlieren. In Der Prinz aus Zamunda, ebenfalls unter der Regie von John Landis, spielten er und Ameche im Jahr 1987 erneut die Duke-Brüder in einem Cameo-Auftritt – diesmal allerdings als arme Obdachlose. Seinen letzten Auftritt hatte Bellamy 1990 in der Liebeskomödie Pretty Woman als Werftbesitzer James Morse, der um den Fortbestand seiner traditionsreichen Firma kämpft. Insgesamt umfasst sein filmisches Schaffen zwischen 1931 und 1990 über 190 Film- und Fernsehproduktionen.
Ralph Bellamy wurde 1987 mit dem Ehrenoscar für sein Lebenswerk ausgezeichnet. Er engagierte sich zudem für die Rechte von Schauspielern. So gehörte er zu den Gründungsmitgliedern der Screen Actors Guild und war von 1952 bis 1964 Jahre Präsident der Actors’ Equity Association, der größten amerikanischen Gewerkschaft für Theaterschauspieler und Theatermanager.

## Privates
Ralph Bellamy war viermal verheiratet. Die Ehe mit Alice Delbridge hielt von 1927 bis zur Scheidung 1931, sie hatten ein Kind. 1931 heiratete er Catharine Willard, die Ehe wurde 1945 nach einem weiteren Kind geschieden. Die Ehe mit der Schauspielerin Ethel Smith endete 1947 ebenfalls mit einer Scheidung. Mit seiner vierten Frau Alice Murphy blieb er von 1949 bis zu seinem Tod zusammen.
Im November 1991 erlag Bellamy im Alter von 87 Jahren einer Lungenerkrankung. Er wurde im Forest Lawn Memorial Park in den Hollywood Hills bestattet. Bellamys Oscar-Statuette bekam sein Großneffe, der Schauspieler Sam Huntington.

## Filmografie (Auswahl)
- 1931: The Secret Six
- 1931: The Magnificent Lie
- 1931: West of Broadway
- 1932: Sehnsucht ohne Ende (Forbidden)
- 1932: Almost Married
- 1932: Air Mail
- 1933: Below the Sea
- 1933: Destination Unknown
- 1933: Der Mann mit der Kamera (Picture Snatcher)
- 1933: Ever in My Heart
- 1934: Once to Every Woman
- 1934: This Man Is Mine
- 1934: Helldorado
- 1935: Air Hawks
- 1935: The Wedding Night
- 1935: Liebe im Handumdrehen (Hands Across the Table)
- 1936: The Final Hour
- 1936: The Man Who Lived Twice
- 1936: Wild William Kent
- 1937: Let’s Get Married
- 1937: Die schreckliche Wahrheit (The Awful Truth)
- 1938: Madame haben geläutet (Fools for Scandal)
- 1938: Sorgenfrei durch Dr. Flagg – Carefree (Carefree)
- 1938: Der kleine Star (Boy Meets Girl)
- 1938: Girls’ School
- 1939: Laßt uns leben (Let Us Live)
- 1939: Blind Alley
- 1939: Coast Guard
- 1940: Sein Mädchen für besondere Fälle (His Girl Friday)
- 1940: Orchid, der Gangsterbruder (Brother Orchid)
- 1940: Dance, Girl, Dance
- 1940–1941: Ellery Queen (Filmreihe, vier Folgen)
- 1941: Mr. X auf Abwegen (Footsteps in the Dark)
- 1941: Der Herzensbrecher (Affectionately Yours)
- 1941: Dive Bomber
- 1941: Der Wolfsmensch (The Wolf Man)
- 1942: Frankenstein kehrt wieder (The Ghost of Frankenstein)
- 1942: Lady in a Jam
- 1943: Stage Door Canteen
- 1944: Guest in the House
- 1945: Die Dame im Zug (Lady on a Train)
- 1949–1954: Man Against Crime (Fernsehserie, 122 Folgen)
- 1953: The United States Steel Hour (Fernsehserie, eine Folge)
- 1955: Verdammt zum Schweigen (The Court-Martial of Billy Mitchell)
- 1956: Abenteuer im wilden Westen (Zane Grey Theater) (Fernsehserie, eine Folge)
- 1956–1957: Climax! (Fernsehserie, drei Folgen)
- 1960: Sunrise at Campobello
- 1961: Heute Abend Dick Powell (The Dick Powell Show) (Fernsehserie, eine Folge)
- 1961: Frontier Justice (Fernsehserie, neun Folgen als Moderator)
- 1961/1965: Tausend Meilen Staub (Rawhide) (Fernsehserie, zwei Folgen)
- 1962: Im Wilden Westen (Death Valley Days) (Fernsehserie, eine Folge)
- 1962–1964: The Eleventh Hour (Fernsehserie, 32 Folgen)
- 1966: Die gefürchteten Vier (The Professionals)
- 1966/1968: FBI (The F.B.I.) (Fernsehserie, zwei Folgen)
- 1967: Invasion von der Wega (The Invaders) (Fernsehserie, eine Folge)
- 1967: Rauchende Colts (Gunsmoke) (Fernsehserie, eine Folge)
- 1968: Rosemaries Baby (Rosemary’s Baby)
- 1968: Die Leute von der Shiloh Ranch (The Virginian) (Fernsehserie, eine Folge)
- 1969: Die Macht des Geldes (The Survivors) (Fernsehserie, zehn Folgen)
- 1970–1971: The Most Deadly Game (Fernsehserie, 13 Folgen)
- 1971: Frauen der Ärzte (Doctors Wives)
- 1972: Das Haus des Bösen (Something Evil) (Fernsehfilm)
- 1972: Die Ferien des Mr. Bartlett (Cancel My Reservation)
- 1973: Owen Marshall – Strafverteidiger (Owen Marshall: Counselor at Law) (Fernsehserie, eine Folge)
- 1974: The Missiles of October (Fernsehfilm)
- 1975: Die Fahrt der Black Pearl (The Log of the Black Pearl) (Fernsehfilm)
- 1976: Cannon (Fernsehserie, eine Folge)
- 1976: Nightmare – Im Lager der gequälten Frauen (Nightmare in Badham County) (Fernsehfilm)
- 1976: The Boy in the Plastic Bubble (Fernsehfilm)
- 1976: Die Bankiers (Arthur Hailey’s the Moneychangers) (Fernsehminiserie, vier Folgen)
- 1977: Oh Gott … (Oh God!)
- 1977: Hunter (Fernsehserie, zwölf Folgen)
- 1980: Der Weg zur Macht (Power) (Fernsehfilm)
- 1980: Das Geheimnis der Queen Anne (The Memory of Eva Ryker) (Fernsehfilm)
- 1980/1982: Fantasy Island (Fernsehserie, zwei Folgen)
- 1981/1984: Love Boat (The Love Boat) (Fernsehserie, zwei Folgen)
- 1983: Unsere kleine Farm (Little House on the Prairie) (Fernsehserie, eine Folge)
- 1983: Der Feuersturm (Winds of War) (Fernsehminiserie, sieben Folgen)
- 1983: Die Glücksritter (Trading Places)
- 1984: Augen in der Dunkelheit (Love Leads the Way) (Fernsehfilm)
- 1985: Space – Der Mensch greift nach den Sternen (Space) (Fernsehminiserie, zwei Folgen)
- 1985–1986: Hotel (Fernsehserie, drei Folgen)
- 1986: Twilight Zone (The Twilight Zone) (Fernsehserie, eine Folge)
- 1987: Das Chaoten-Team (Disorderlies)
- 1987: Amazonen auf dem Mond oder Warum die Amis den Kanal voll haben (Amazon Women on the Moon)
- 1987: Matlock (Fernsehserie, zwei Folgen)
- 1988: L.A. Law – Staranwälte, Tricks, Prozesse (L.A. Law) (Fernsehserie, eine Folge)
- 1988: Der Prinz aus Zamunda (Coming to America)
- 1988: Der Preis der Gefühle (The Good Mother)
- 1988–1989: Feuersturm und Asche (War and Remambrance) (Fernsehminiserie, 13 Folgen)
- 1989: Christine Cromwell (Fernsehminiserie, vier Folgen)
- 1990: Pretty Woman

## Auszeichnungen
- 1937: Nominierung für den Oscar in der Kategorie Bester Nebendarsteller für Die schreckliche Wahrheit
- 1953: Nominierung für den Emmy in der Kategorie Bester Nebendarsteller in einem Gastauftritt für The United States Steel Hour
- 1959: Tony Award in der Kategorie Bester Hauptdarsteller für Sunrise at Campobello
- 1960: Stern auf dem Hollywood Walk of Fame in der Kategorie Fernsehen (6542 Hollywood Blvd.)
- 1975: Nominierung für den Emmy in der Kategorie Bester Nebendarsteller für The Missiles of October
- 1983: Nominierung für den Emmy in der Kategorie Bester Nebendarsteller in einem Gastauftritt für Der Feuersturm
- 1984: Screen Actors Guild Life Achievement Award für sein Lebenswerk
- 1987: Ehrenoscar für sein Lebenswerk